# Orrmyrtjärnen, Värmland
Orrmyrtjärnen är en sjö i Torsby kommun i Värmland och ingår i Göta älvs huvudavrinningsområde.